# Volcán Taál
El volcán Taál es un volcán activo situado en la costa oeste de la isla de Luzón, en las Filipinas. Está situado en Talisay y San Nicolás en Batangas. Es una isla en el lago Taal, que se sitúa dentro de una caldera formada anteriormente por una erupción muy grande. Se encuentra aproximadamente a 50 kilómetros de la capital, Manila. Su erupción es peleana.
El volcán ha entrado en erupción 33 veces desde 1572, causando pérdida de vidas en las áreas pobladas que rodeaban el lago (1911- 1300 muertos; 1965- 200 muertos). 
El período reciente más activo del volcán se dio entre 1965 y 1977. Estuvo caracterizado por la interacción del magma con el agua del lago, lo que produjo violentas erupciones freáticas. Los depósitos de aquella erupción estaban compuestos por tefra con un alto contenido en sulfuros.
Debido a su proximidad a las áreas pobladas y a la historia eruptiva, el volcán se ha señalado como digno de estudio cercano para prevenir los desastres naturales futuros.

## Historia geológica

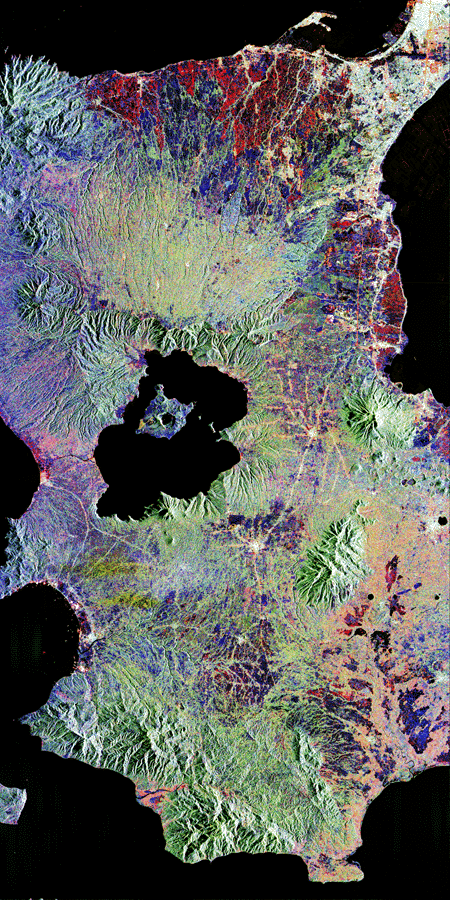
Vista satelital del lago y el volcán Taál, en Filipinas.

El volcán Taál es parte de una cadena de volcanes a lo largo del lado occidental de la isla de Luzon, que fueron formados por subducción de la placa Eurasiática por debajo del cinturón volcánico móvil filipino. El lago Taál está dentro de una caldera de 25-30 kilómetros formada por cuatro erupciones explosivas hace entre 500 000 y 100 000 años. Cada una de estas erupciones creó depósitos extensos de ignimbrite, alcanzando tan lejos como donde Manila está enclavada hoy.
Desde la formación de la caldera, las erupciones subsecuentes han creado otra isla volcánica, dentro de la caldera, conocida como isla del volcán. Esta isla cubre un área de cerca de 23 km², de conos volcánicos superpuestos y cráteres. 47 diversos conos y cráteres se han identificado en la isla.

## Lago del cráter y Vulcan Point
La isla del volcán contiene un lago llamado Lago del cráter. Dentro del lago hay otra isla volcánica, llamada Vulcan Point. Vulcan Point es la isla más grande del mundo dentro de un lago en una isla dentro de un lago. Durante la erupción del volcán en 2020 el lago desapareció temporalmente.

## Actividad reciente

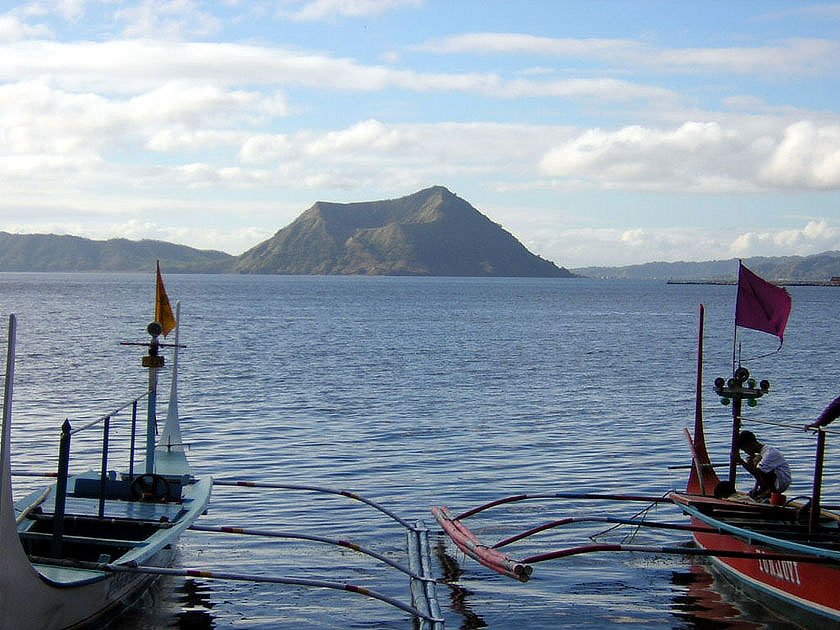
Lago Taal.

Ha habido 33 erupciones registradas en Taál desde 1572. Una erupción devastadora ocurrió en 1911, que provocó más de mil muertes. Los depósitos de esa erupción consistieron en un tephra (no-juvenil) amarillento, bastante descompuesto con un alto contenido del sulfuro.
El período más reciente de actividad ha de 1965 a 1977, y fue caracterizado por la interacción del magma con el agua del lago, que produjo explosiones freáticas violentas. Particularmente, la erupción de 1965 condujo al reconocimiento del flujo piroclástico gaseoso [2] como proceso en la erupción volcánica (debido al hecho de que uno de los geólogos americanos, que visitaron el volcán poco después la erupción 1965, había sido testigo de una explosión atómica cuando era soldado). La erupción generó gases piroclásticos y flujos piroclásticos fríos, que viajaron varios kilómetros a través del lago Taál, devastando aldeas en la orilla del lago y, matando a cientos de personas. La evacuación de la población de la isla solamente ocurrió después del inicio de la erupción. Las señales precursoras no fueron interpretadas correctamente hasta después de la erupción. Las erupciones estrombolianas de 1968 y 1969 produjeron un flujo masivo de la lava que alcanzó la orilla del lago Taál. La erupción de 1977 produjo simplemente un cono pequeño de ceniza volcánica dentro del cráter principal.
Aunque el volcán ha estado inactivo desde 1977, ha dado muestras de actividad desde 1991, con actividad sísmica fuerte y fracturas de tierra, así como la formación de los géiseres pequeños del fango en las partes de la isla.

## Signos precursores de la erupción en Taál
Por su proximidad a las áreas pobladas y su historia eruptiva violenta, Taál se ha señalado como uno de dieciséis volcanes de la década, convirtiéndose en un foco de los esfuerzos de investigación y los planes para mitigar el desastre. Mientras que la actividad sísmica es un precursor común de la actividad eruptiva, otro indicador útil en Taál es la temperatura del lago . Antes del comienzo de la erupción de 1965, la temperatura del lago se elevó varios grados sobre lo normal. Sin embargo, la temperatura del lago no se alza siempre antes de una erupción. Antes de algunas erupciones, la disolución de gases volcánicos ácidos en el lago ha dado lugar a la muerte de una gran cantidad de peces.

## Signos precursores del terremoto en la región de Taál
Una observación interesante respecto a la isla del volcán fue hecha en 1994. Los volcanologistas que medían la concentración del gas radón en el suelo en la isla midieron un aumento anómalo de la concentración de radón por un factor de seis en octubre de 1994. Este aumento fue seguido 22 días más tarde por un terremoto de magnitud 7.1 el 15 de noviembre, centrado cerca de 50 kilómetros de sur de Taál, en la costa de Luzón.
Un tifón había pasado por el área algunos días antes de que el índice de radón fuera medido, pero cuando el tifón Ángela, uno de los más fuertes que alcanzó el área en diez años, atravesó Luzón por prácticamente el mismo camino un año después no se detectó ningún alza de radón. Por tanto los tifones fueron descartados como causa y se evidencia fuertemente que el radón se originó por la tensión acumulada precedente al terremoto.